# Questenberg
Questenberg is een plaats en voormalige gemeente in de Duitse deelstaat Saksen-Anhalt, is onderdeel van de gemeente Südharz die deel uitmaakt van de Landkreis Mansfeld-Südharz.
Questenberg telt 301 inwoners.